# Bullet time
Bullet time é uma modalidade de efeito especial de câmera lenta idealizada para mostrar o movimento de personagens e/ou objetos em período de tempo extremamente curto - o que faz jus ao nome, quando uma ação é mostrada em "tempo de bala"; nos remetendo a praticamente parar no tempo para obter-se uma visão detalhada.
A técnica foi popularizada pelo filme Matrix (1999) mas o efeito já havia aparecido um ano antes em Perdidos no espaço (filme). Depois do sucesso das cenas de ação inéditas, a técnica usada virou o legado da futura  - à época - trilogia. Atualmente este efeito é usado muito em jogos eletrônicos e, consequentemente em filmes de ação/ficção-científica.

## CSI:Crime Scene Investigation
A cena mais cara da história da televisão foi feita para abertura da 10º temporada da série CSI, capturada com a mesma tecnologia feita nas gravações de Matrix, e custou em torno de US$400.000,00 por uma sequência com pouco mais de 2 minutos.

## Matrix
Em Matrix, a técnica causou uma grande e espetacular revolução nos efeitos visuais do cinema de ação, tendo esta técnica como sendo especialidade sua, reforçada pela equipe do especialista John Gaeta (supervisor de efeitos visuais do filme), bem como as cenas de ação em geral.

## Conceito
Primeiramente, por meio de filmagem tradicional e aperfeiçoamento no computador, a cena é reproduzida numa velocidade ultra devagar. Ao mesmo tempo, dezenas de câmeras digitais dispostas como uma espiral ao redor do objeto filmado tiram, cada uma delas, uma still (fotografia de cena). Com o conjunto de stills reproduzido a uma velocidade de 12.000 quadros-por-segundo (uma película roda normalmente a 24 quadros-por-segundo), o objeto não é somente apenas visto em câmera lenta, mas também em 360º, ou menos, dependendo da cena. A imagem pode agir "quase congelada" ou "totalmente congelada". Ex.:
- Fuga de Trinity, "emboscada" por 2 policiais - totalmente congelada;
- Evasiva de Neo, mirado com 5 tiros - quase congelada;

Esse é o bullet-time, ou o tempo-de-bala.
Ou seja, uma técnica de animação transferida para o universo dos atores em pessoa